# Сулима, Иван Михайлович
Ива́н Миха́йлович Сули́ма (укр. Іван Михайлович Сулима; ? — 12 декабря 1635) — запорожский кошевой атаман, казацкий гетман, происходил из православного рода на Черниговщине, по другим данным принадлежал, по всей вероятности, к Любецкой шляхте. 
Гетман Войска Запорожского в 1628 и 1635 годах. Одно из известных деяний Ивана — уничтожение польской крепости Кодак, с наёмным немецким гарнизоном, построенной французским инженером Бопланом, по приказанию коронного гетмана Конецпольского, и представлявшей значительную угрозу для запорожских казаков.

## Жизнеописание

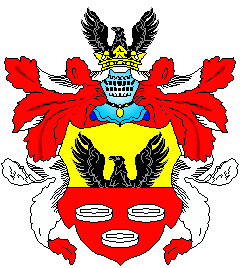
Герб И. М. Сулимы.

Родился в Рогощи Любечского староства, недалеко от Чернигова.
Иван служил урядником (будучи одним из официалов, в 1615 году) в имениях польного коронного гетмана С. Жолкевского позднее семье Даниловича (у «воеводины русской» Софии Даниловичевой (дочери Станислава Жолкевского)). За эту службу Жолкевский подарил Сулиме, из своих имений значительный участок земли, на котором им были поселены впоследствии три села: Сулимовка, Лебедин и Кучаков. По приказанию Глоговского, участвовал в вооруженном нападении и разорении принадлежавшего киевскому Пустынно-Никольскому монастырю села Тростянца. 
Сыновья Ивана: Северин, Степан и Федор. Северина во время стычки застрелили в Переяславе, а Степана (сотник Бориспольской сотни в 1659) зарубили в Германовке во время оглашения условий Гадячского договора. Фёдор был полковником Переяславским.
Внук Ивана: Иван Федорович Сулима (†1721) — генеральный хорунжий Украины. Правнук: Иван  Степанович Сулима — в 1684 году сотник Гельмязовской сотни Переяславского полка Войска Запорожского.
Род Сулимы занесен в родовую книгу Полтавской губернии России.

## Боевой товарищ Сагайдачного
Иван Сулима принимал участие в многочисленных походах П. Сагайдачного против татар и турок. В частности, это были известный захват Кафы (современная Феодосия) — главного центра работорговли на Чёрном море, Трапезонта, Измаила, а также два нападения на Цареград.
В одном из морских походов около 1605 года Сулима попал в плен и неволя галерного гребца продолжалась для него 15 лет. Сулима знал об освобождении с 26-летней неволи-каторги Самойлы Кошки и верил в своё освобождение. В подходящий момент он каким-то чудом освободил обращённых в рабство гребцов-христиан и захватил османскую боевую галеру. Это произошло во время войны турок с Венецией. Сулема приковал турецкий экипаж к вёслам и причалил к берегам Италии. За этот подвиг он получил в награду от папы римского Павла V Боргезе золотую медаль (по некоторым источникам это был золотой портрет папы).
Сулима принимал участие и в известной битве под Хотином. В этом сражении в 1621 году польско-казацкое войско остановило 300-тысячную турецкую армию. В том же 1621 году Сулима руководил отрядом запорожцев во время морского похода донских казаков против турок.
Иван Сулима в 20—30-х годах XVII века был одним из самых успешных руководителей казацких морских походов. 

## Уничтожение крепости Кодак
В 1634 году Иван Сулима руководил нападением казаков на турецкий город Азов (совместно с донскими казаками), а уже в 1635 году произошло знаменитое нападение на Кодак, которое стоило Сулиме жизни. Поляки построили крепость Кодак, чтобы препятствовать сообщению между Запорожской Сечью и остальным Запорожьем. Прекращение притока новых казаков в Запорожскую Сечь было для казаков стратегической угрозой. Нападение произошло в начале августа 1635 года, когда польский король Владислав IV с коронным войском и частью реестровых казаков находился в Прибалтике, где шла война со шведами. 
Около 800 казаков во главе с Иваном Сулимой ночью, прикрываясь рёвом кодацкого порога, подступили ко рвам. Разведчики сняли часовых, в то время как гарнизон Кодака спал. Ров закидали вязанками хвороста, разрушили часть частокола и ворвались в крепость. Весь гарнизон перебили, а коменданта крепости, французского полковника Ж. Мариона, казнили. Стены крепости и валы разрушили и раскопали. Это было начало восстания Ивана Сулимы.

## Измена казаков и пленение
Уничтожение Кодака вызвало невероятный гнев польской власти. Король подписал мир со шведами и вернулся в Польшу. На Украину для расследования нападения на крепость отправили коронного гетмана Конецпольского со значительным войском. Главным их заданием было не допустить развёртывания восстания. Польские комиссары разработали хитрый план захвата Сулимы, который им удался. По рассказу Боплана, главную роль в захвате казацкого вождя сыграли реестровые казаки Войска Запорожского, которые сначала обманом присоединились к войску Сулимы, а затем подстрекали старшин выдать руководителя полякам, мотивируя это вероятным сокрушительным поражением.
Согласно некоторым историческим источникам, поляки через реестровцев обещали жизнь Сулиме и его ближайшему окружению в случае добровольной сдачи. Сулима поверил посулам и сдался. Вместе с ним сдались ещё пятеро руководителей восстания.

## Казнь в Варшаве
Сулиму и других вождей отправили в Варшаву на суд, который должен был осуществлять чрезвычайный сейм. Польский король был склонен помиловать Сулиму за заслуги перед римским папой, но сейм был неумолим и приговорил казацкого вождя и четырёх из пяти его сподвижников к казни. Сулима, пытаясь избежать наказания, хотел принять католичество (возможно, его вынудили это сделать), но и это ему не помогло — под давлением турок поляки решили устроить показательную казнь. В последнем желании Сулима просил, чтобы ему в гроб положили золотую медаль, полученную от Папы Римского. Но ему не суждено было иметь гроб — Сулиме отрубили голову, тело его четвертовали и части развесили на городских стенах Варшавы.

## Известные потомки
Потомками Ивана Сулимы были герой Отечественной войны 1812 года, генерал Николай Семёнович Сулима и внук Николая Сулимы анархист Пётр Алексеевич Кропоткин.